# Ripa
Ripa (en grec antic Ῥίπη) era una antiga ciutat d'Arcàdia que Homer menciona al «Catàleg de les naus» com una de les ciutats que van participar en la guerra de Troia en un contingent comandat pel rei Agapènor.
No es coneix la seva situació exacta. Pausànias diu que no era certa una localització que la situava en una illa del riu Ladó, perquè aquest riu no tenia illes prou grans per situar-hi una ciutat.